# Musée de l'aviation de Taganrog
Le musée de l'aviation de Taganrog, est un musée d'équipement d'aviation qui se trouve dans l'oblast de Rostov dans la ville de Taganrog en Russie. Il est le seul musée avec une collection aéronautique dans le sud de la Russie, et l'un des 11 musées nationaux de l'aviation.

## Histoire et collection
Depuis 1948 sur le territoire de l'aérodrome central de Taganrog, se trouve l'usine de réparation d'avions 325, place à laquelle se trouve de nos jours le musée. L'usine servait d'endroit de réparation d'avion du type Antonov An-12, Antonov An-72, et des pièces pour les avions du type Iliouchine Il-76, Tupolev Tue-142, Soukhoï Su-25 et Soukhoï Su-27 Flanker. Mais aussi des hélicoptères du type Mil Mi-8 et Mil Mi-24.
Le musée a une collection pour ceux qui aiment construire des modèles d'avions en miniatures. Les visiteurs ont la possibilité de s'asseoir dans le cockpit de n'importe quelle exposition et de tenir la barre de l'avion dans leurs mains. Dans le musée on peut voir aussi des hélicoptères et de nombreux équipements d'aviation (armes à feu, des roquettes, des bombes, des sièges éjectables, des maquettes de cockpit notamment). Chaque exposition à sa propre histoire. Tout cela a été collecté, apporté et restauré par les employés du musée.